# Анфас
Анфас, також Фас (від фр. en face — в обличчя) — вид особи, предмета прямо спереду; положення обличчям до глядача.
У значенні самого слова вкладена прийменникова семантика. Вживання в анфас виникло під впливом протилежного у профіль, де профіль — іменник у значенні «вид збоку». Тому допускається вживати і фотографуватися анфас, і фотографуватися в анфас.